# Hans Reissner
Hans Jacob Reissner (em alemão:  Hans Jacob Reißner; Berlim, 18 de janeiro de 1874 — Marion, 2 de outubro de 1967) foi um engenheiro, matemático e físico alemão.

## Carreira
Após completar a educação formal em Berlim, formou-se em engenharia civil em 1897, na Escola Técnica de Berlim (atual Universidade Técnica de Berlim). Viajou depois para os Estados Unidos, onde permaneceu um ano, onde trabalhou como desenhista técnico. Após retornar à Alemanha, estudou física na Universidade de Berlim, onde foi aluno de Max Planck. Em 1900 retornou à Escola Técnica de Berlim, onde habilitou-se em 1902, investigando vibração de treliças, orientado por Heinrich Müller-Breslau. Funcionário da escola técnica, foi responsável pelos cálculos estruturais dos dirigíveis de Zeppelin.
Em 1904 obteve uma bolsa de estudos para os Estados Unidos, a fim de estudar a aplicação do aço na construção. Retornou à Alemanha em 1906, sendo professor na Universidade Técnica de Aachen. Reorientou seu interesse para o transporte aéreo, onde desenvolveu pesquisas fundamentais sobre estabilidade, dirigibilidade e propulsão, criando o Instituto Aerodinâmico. Teve nesta época contato científico com Arnold Sommerfeld.
Pai do também engenheiro e matemático Eric Reissner.
Emigrou para os Estados Unidos em 1938, lecionando no Instituto de Tecnologia de Illinois, entre 1938 e 1944, e no Instituto Politécnico do Brooklyn, entre 1944 e 1954.
Como engenheiro aeronáutico, Reissner concebeu a primeira aeronave de asa e cauda inteiramente de metal e a primeira hélice de passo controlável.